# 青石岭镇
青石岭镇，是中华人民共和国辽宁省营口市盖州市下辖的一个乡镇级行政单位。

## 行政区划
青石岭镇下辖以下地区：
高丽城村、青石岭村、飞云寨村、三块石村、蚂虹嘴村、卧龙岗村、达子堡村、朱甸村、必屯村、黄粮堆村、宋光村和商家台村。